# Laura Mora Ortega
Laura Mora Ortega (ur. 20 kwietnia 1981 w Medellín) – kolumbijska reżyserka i scenarzystka filmowa i telewizyjna.

## Życiorys
Jej ojciec był prawnikiem, zamordowanym przez seryjnego zabójcę w 2002 roku. Po tym wydarzeniu Laura przeprowadziła się do Australii, gdzie ukończyła reżyserię na RMIT University w Melbourne.
Pełnometrażowym debiutem reżyserki był dramat kryminalny Zabić Jesusa (2017), w którym odwołała się do własnych traumatycznych wspomnień jako córki zamordowanego ojca, starającej się znaleźć winowajcę zbrodni. Kolejny film, Królowie świata (2002), zdobył Złotą Muszlę na MFF w San Sebastián oraz został oficjalnym reprezentantem Kolumbii w wyścigu do Oscara dla najlepszego filmu nieanglojęzycznego. 
Mora pracuje również często dla telewizji. Wyreżyserowała odcinki takich seriali, jak m.in. Pablo Escobar: Szef zła (2012), Zielona granica (2019) czy Sto lat samotności (2024).